# 苏尔茨苏福雷
苏尔茨苏福雷（法語：Soultz-sous-Forêts，法語發音：[sults su fɔʁɛ]）是法国下莱茵省的一个市镇，位于该省北部，属于阿格诺-维桑堡区。

## 地名
《世界地名翻译大辞典》与《世界地名译名词典》将其译作“苏茨苏福雷”，然而该地名发音为[sults su fɔʁɛ]，“Soultz”中的字母“l”发音。

## 地理
苏尔茨苏福雷（48°56'19"N, 7°52'50"E）面积15.15 平方千米，位于法国大東部大區下莱茵省，该省份为法国大陆部分最东部的省份，是阿尔萨斯的一部分，今与上莱茵省组成了阿尔萨斯欧洲集体，其南至上莱茵省，西南接孚日省和默尔特-摩泽尔省，西接摩泽尔省，北与德国接壤，东侧沿莱茵河与德国相望。
与苏尔茨苏福雷接壤的市镇（或旧市镇、城区）包括：克莱堡、德拉肯布龙-比尔伦巴克、奥芬、克费纳克、屈特泽诺桑、朗佩尔特斯洛克、洛布桑、梅默尔索芬、贝奇多夫、雷奇维莱尔、叙尔堡。
苏尔茨苏福雷的时区为UTC+01:00、UTC+02:00（夏令时）。

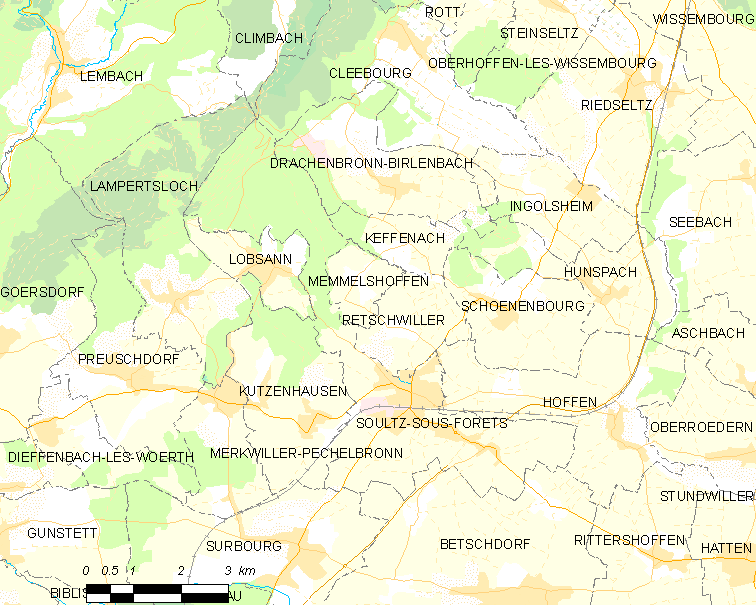
苏尔茨苏福雷的OSM定位图

## 行政
苏尔茨苏福雷的邮政编码为67250，INSEE市镇编码为67474。

## 政治
苏尔茨苏福雷所属的省级选区为维桑堡县。

## 交通
下莱茵省省道D28线、D51线、D52线、D199线、D263线和D264线在苏茨苏福雷交汇。
苏茨苏福雷站开行前往斯特拉斯堡和维桑堡方向的列车。

## 人口

1962-2008年间苏尔茨苏福雷人口变化图示

苏尔茨苏福雷于2022年1月1日时的人口数量为3125人。